# هجوم شرق أوكرانيا
هجوم شرق أوكرانيا هو مسرح عمليات مستمر في الغزو الروسي لأوكرانيا 2022 للسيطرة على شرق أوكرانيا.

## الهجوم

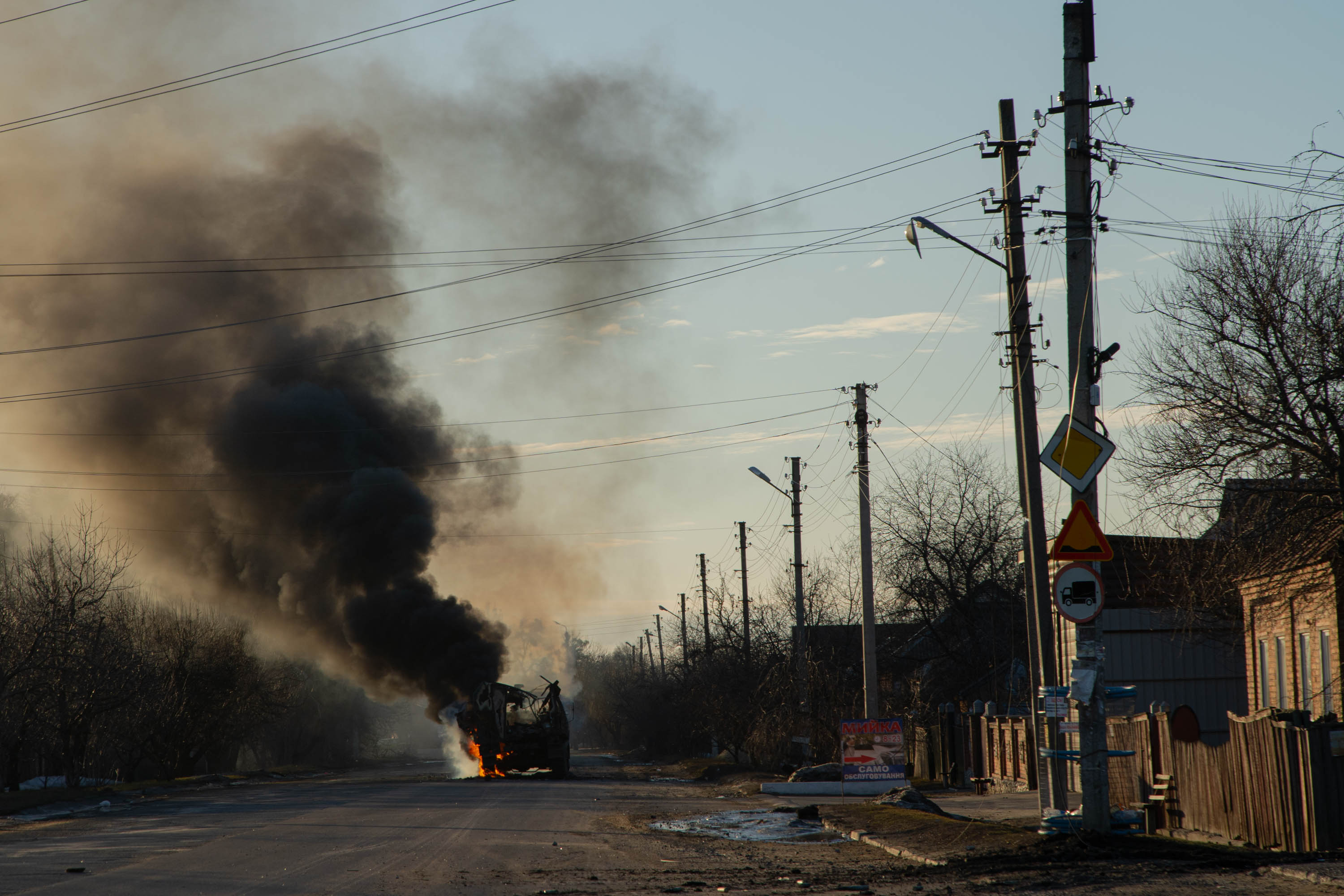
حافلة مشتعلة على طول طريق بين خاركيف وكييف، 24 فبراير

### 24 فبراير
بعد أن أعلن الرئيس الروسي فلاديمير بوتين عن العملية العسكرية الخاصة في أوكرانيا، عبرت القوات الروسية الحدود الروسية الأوكرانية وبدأت في التقدم نحو خاركيف حيث واجهت المقاومة الأوكرانية، وهكذا بدأت معركة خاركيف.
في هذه الأثناء، في كونوتوب، طوقت القوات الروسية المتقدمة من الشمال الشرقي المدينة ووضعتها تحت الحصار.
في سومي، بدأ القتال في ضواحي المدينة حوالي الساعة 3:00 صباحًا، بداية معركة سومي. استمرت المعارك بين الأوكرانيين والروس طوال النهار وحتى المساء.
في الساعة 7:30 صباحًا، بدأ القتال في أوختيركا. قاومت القوات الأوكرانية بشراسة وتراجع الروس.

### 25 فبراير
في الساعة 1:39 صباحًا، أفادت الأنباء أن القوات الروسية انسحبت من مدينة سومي. استمر القتال العنيف في الضواحي الشمالية لخاركيف.
في صباح يوم 25 فبراير، تقدمت القوات الروسية من جمهورية دونيتسك الشعبية نحو ماريوبول. واجهت القوات الأوكرانية في بافيلوبيل. بدأت البحرية الروسية في المساء هجومًا برمائيًا على بعد 70 كيلومترًا (43 ميلًا) من ماريوبول، من بحر آزوف.

### 26 فبراير
ادعى حاكم خاركيف أوبلاست أوليه سينيهوبوف أن خاركيف كانت لا تزال تحت السيطرة الأوكرانية. كما أعلن حظر التجول في المدينة.
في سومي، اندلع الصراع مرة أخرى. تمكن الروس من الاستيلاء على نصف المدينة خلال النهار، ولكن بحلول الليل، طرد الأوكرانيون المهاجمين من المدينة. وردت أنباء عن سقوط 3 قتلى مدنيين في سومي.
واصلت القوات الروسية قصف ماريوبول بالمدفعية على مدار اليوم، تقدمت القوات الروسية غرب سومي بحلول الليل، وعلى ما يبدو كانت على بعد 150 كيلومترًا (93 ميلًا) من كييف.

### 27 فبراير
في الصباح الباكر في خاركيف، دمرت القوات الروسية خط أنابيب غاز. في وقت لاحق من صباح ذلك اليوم، دخلت القوات الروسية المدينة. كما سمع دوي انفجارات. وصرح وزير الدفاع الروسي إيغور كوناشينكوف أن «فوج الصواريخ 302 المضاد للطائرات التابع للقوات المسلحة الأوكرانية والمجهز بأنظمة الدفاع الجوي بوك، ألقى سلاحه طواعية واستسلم». في ادعاء تعتبره السلطات الأوكرانية كاذبًا. أفاد أحد كبار المستشارين في أوكرانيا أن نصف المركبات الروسية التي دخلت خاركيف قد دمرها الجيش الأوكراني.
في صباح يوم 27 فبراير، أفيد أن رتل دبابة روسية تقدم بسرعة إلى ماريوبول من جمهورية دونيتسك الشعبية، لكن القوات الأوكرانية منعت الهجوم وأسرت 6 جنود روس.
بحلول بعد الظهر، قال المسؤولون الأوكرانيون، بمن فيهم الحاكم سينيهوبوف، إن خاركيف لا تزال تحت السيطرة الأوكرانية بعد قتال عنيف. وافق هينادي ماتسيغورا، عمدة كوبيانسك، على تسليم المدينة إلى القوات الروسية واتهم القوات الأوكرانية بالتخلي عنها عندما بدأ الغزو. واتهمت المدعية العامة الأوكرانية إيرينا فينيديكتوفا ماتيسيغورا فيما بعد بالخيانة.
صرح حاكم لوهانسك أوبلاست، سيرهي هايداي، بأن القوات الروسية استولت على ستانتسيا لوهانسكا وششاستيا.

### 1 مارس
قُتل أكثر من 70 جنديًا أوكرانيًا بعد قصف روسي على قاعدة عسكرية في أوختيركا وفقًا لدميترو تشيفيتسكي، حاكم سومي أوبلاست.

### 2 مارس
هبط المظليون الروس في خاركيف وبدأت الاشتباك مع القوات الأوكرانية بعد هجوم جوي وفقًا لمسؤولين عسكريين أوكرانيين. صرح زيفيتسكي أن القوات الروسية استولت على تروستيانتس، نقلاً عن عمدة المدينة يوري بوفا. وأضاف أن القوات الروسية دخلت المدينة الساعة 01:03 ودمرت بوابة الساحة المستديرة وصالة عرض فنية. دخلت القوات الروسية بلدة بالاكليا خلال النهار.

### 3 مارس
أعلنت وزارة الدفاع الروسية أنها استولت على بالاكليا. ذكرت هيئة الأركان العامة للقوات المسلحة الأوكرانية أن القوات الأوكرانية تقدمت على طول حدود سومي أوبلاست واستعادت الأراضي.
دخلت القوات الروسية سفاتوف خلال النهار لكن احتجاج السكان المحليين أوقفها. وفي وقت لاحق أقنع السكان المحليون الجنود بالانسحاب من المدينة. في غضون ذلك، استولت قوات جمهورية لوغانسك الشعبية والقوات الروسية على نوفويدار خلال النهار.

### 4 مارس
زعم سينيهوبوف أن القوات الأوكرانية شنت هجومًا مضادًا في خاركيف أوبلاست، مما دفع القوات الروسية المتقدمة من سومي أوبلاست إلى ما وراء حدود الأوبلاست.

### 5 مارس
تم إعلان وقف إطلاق النار في فولنوفاكي للسماح للمدنيين بالإخلاء، لكنه إنهار لاحقا مع تصاعد المواجهات وألقى كل طرف باللوم على الآخر في انهيار اتفاق وقف إطلاق النار.

### 6 مارس
كما تم منع محاولة ثانية لإجلاء المدنيين من ماريوبول، حيث ألقى كلا الجانبين باللوم على الآخر. وذكر هايداي أن القتال كان يدور في ضواحي ليسيتشانسك وسيفيرودونتسك وروبيجني، بينما تعرضتا بوباسنا وهيرسك للقصف بشكل مستمر. وأضاف أن القوات الأوكرانية فقدت السيطرة على سفاتوف وستاروبيلسك ونوفوبسكوف.

### 7 مارس
زعم الجيش الأوكراني أنه استعاد تشوهيف بالقرب من خاركيف في هجوم مضاد خلال الليل. كما زعم أنه قتل قائدين روسيين: دميتري سافرونوف، قائد لواء المشاة 61 البحرية، ودينيس جليبوف، نائب قائد اللواء 11 هجوم جوي. اشتعلت النيران في مستودع نفط في لوهانسك الساعة 06:55. ألقت جمهورية لوغانسك الشعبية باللوم عليها على هجوم صاروخي شنته القوات الأوكرانية. خلال اليوم، أدعت وزارة الدفاع الأوكرانية بأنها قتلت القائد الروسي فيتالي جيراسيموف، وقتلت وجرحت ضباطًا كبارًا آخرين بالجيش الروسي خلال معركة بالقرب من خاركيف.
في المساء، ذكرت وسائل الإعلام الروسية على الإنترنت أن القوات الروسية استولت على مدينة إزيوم، وهي نقطة نقل مهمة، والتي دافع عنها اللواء 81 المحمول جوا الأوكراني، وهو ادعاء لم يتم تأكيده رسميًا.

### 8 مارس
ذكرت القوات الأوكرانية أنها صدت هجوما للقوات الروسية على إزيوم. في غضون ذلك، تم الإجلاء الأول للمدنيين بموجب اتفاق بين أوكرانيا وروسيا خلال النها، مع إجلاء السكان من سومي.

### 9 مارس
قصفت القوات الروسية قرية سلوبوزانسكي في إزيوم وفيليكا بيساريفكا وماريوبول.

### 10 مارس
زعمت وزارة الدفاع الأوكرانية في وقت لاحق أن القوات الأوكرانية كانت تصد الهجمات الروسية في مناطق دونيتسك وسلوبوزانسكي وجزء من تافريج. قصفت القوات الروسية الساعة 14:20 مدينة نزين.

### 11 مارس
صرحت وزارة الدفاع الروسية أن قوات جمهورية دونيتسك الشعبية استولت على فولنوفاخا. كما زعمت أنهم قد تقدموا 6 كيلومترات (3.7 ميل) وشددوا حصار ماريوبول. وأظهرت مقاطع فيديو نُشرت في وقت لاحق على وسائل التواصل الاجتماعي القوات الروسية في العديد من أحياء فولنوفاخا.

### 12 مارس
أكدت وكالة أسوشيتد برس بشكل مستقل استيلاء قوات جمهورية دونيتسك الشعبية استولت على فولنوفاخا. تم تدمير جزء كبير من المدينة في القتال.